# Cross-country par équipes aux Jeux olympiques d'été de 1924
Pour un article plus général, voir Athlétisme aux Jeux olympiques d'été de 1924.
Navigation
Anvers 1920
L'épreuve de cross-country par équipes aux Jeux olympiques de 1924 s'est déroulée le 12 juillet 1924 avec une arrivée située au Stade de Colombes. 
Le classement des trois premiers coureurs de chaque nation de la course individuelle détermine le classement par équipes qui est remporté par l'équipe de Finlande (Paavo Nurmi, Ville Ritola, Heikki Liimatainen, Eero Berg, Eino Rastas et Väinö Sipilä). 
L'épreuve est disputée pour la troisième et dernière fois dans le cadre des Jeux olympiques.

## Résultats
| Rang            | Pays               | Score           | Total  |
| Finale          | Finale             | Finale          | Finale |
| --------------- | ------------------ | --------------- | ------ |
| 1               | Finlande           | Finlande        | 11     |
| 1               | Paavo Nurmi        | 1               | 11     |
| 1               | Ville Ritola       | 2               | 11     |
| 1               | Heikki Liimatainen | 8               | 11     |
|                 | Väinö Sipilä       | DNF             |        |
| Eino Rastas     | DNF                |                 |        |
| Eero Berg       | DNF                |                 |        |
| 2               | États-Unis         | États-Unis      | 14     |
| 2               | Earl Johnson       | 3               | 14     |
| 2               | Arthur Studenroth  | 5               | 14     |
| 2               | August Fager       | 6               | 14     |
|                 | Jimmy Henigan      | (11)            |        |
| John Gray       | DNF                |                 |        |
| Verne Booth     | DNF                |                 |        |
| 3               | France             | France          | 20     |
| 3               | Henri Lauvaux      | 4               | 20     |
| 3               | Gaston Heuet       | 7               | 20     |
| 3               | Maurice Norland    | 9               | 20     |
|                 | Robert Marchal     | DNF             |        |
| André Lauseig   | DNF                |                 |        |
| Lucien Dolquès  | DNF                |                 |        |
| —               | Espagne            | Espagne         | DNF    |
| —               | Fabián Velasco     | (13)            | DNF    |
| —               | Miguel Peña        | (14)            | DNF    |
| —               | José Andía         | DNF             | DNF    |
|                 | Jesús Diéguez      | DNF             |        |
| Amador Palma    | DNF                |                 |        |
| Miguel Palau    | DNF                |                 |        |
| —               | Grande-Bretagne    | Grande-Bretagne | DNF    |
| —               | Ernie Harper       | (4)             | DNF    |
| —               | Arthur Sewell      | DNF             | DNF    |
| —               | John Benham        | DNF             | DNF    |
|                 | Eddie Webster      | DNF             |        |
| Joseph Williams | DNF                |                 |        |
| —               | Suède              | Suède           | DNF    |
| —               | Edvin Wide         | DNF             | DNF    |
| —               | Sven Thuresson     | DNF             | DNF    |
| —               | Sidon Ebeling      | DNF             | DNF    |
|                 | Gösta Bergström    | DNF             |        |